# Гесс, Отто
Отто Гесс (нем. Otto Hess; 19 декабря 1908, Росдорф — 24 августа 1967, Бургдорф) — германский нацистский и неонацистский политик, племянник Рудольфа Гесса. Чиновник НСДАП и госаппарата нацистской Германии. В 1936—1938 — сотрудник гестапо. Функционер Штаба заместителя фюрера и Партийной канцелярии НСДАП. В послевоенной ФРГ — активист Немецкой имперской партии, ведущий идеолог и пропагандист Национал-демократической партии. Депутат ландтага Нижней Саксонии. Покончил с собой из-за неудач в риелторском бизнесе.

## Нацистский чиновник
1 августа 1930 вступил в НСДАП. Служил в пропагандистском аппарате, занимался подготовкой партийных агитаторов. Имел чин оберштурмбаннфюрера СА.
После прихода НСДАП к власти Отто Гесс занимал ряд партийно-государственных постов. С 1936 служил в региональном управлении Дармштадта. С мая 1936 по сентябрь 1938 — сотрудник местного гестапо. 29 сентября 1936 назначен в Штаб заместителя фюрера (эту структуру возглавлял его дядя Рудольф Гесс). Оставался на должности в партийном штабе до 31 декабря 1937. С 1 января 1938 — функционер штаба СА. 1 февраля 1939 переведён в администрацию Верхней Баварии.
С августа 1939 служил в штабных структурах различных подразделений вермахта (на территории Германии). Получил воинское звание капитана. 10 апреля 1942 прикомандирован к Партийной канцелярии НСДАП (бывший штаб заместителя фюрера, который после побега Гесса возглавил Мартин Борман).

## Неонацистский политик
После войны Отто Гесс занимался бизнесом в сфере недвижимости. Участвовал в ультраправых и неонацистских политических проектах. В 1950 стал одним из основателей Немецкой имперской партии. В 1953—1958 возглавлял партийную организацию в Рейнланд-Пфальце. В 1959 безуспешно баллотировался в ландтаг Нижней Саксонии. Подчёркивал своё политическое происхождение из НСДАП.
В 1964 вместе с DRP вступил в Национал-демократическую партию. Состоял в партийном руководстве, курировал пропагандистский аппарат. В июне 1967 был избран в ландтаг Нижней Саксонии, но оставался депутатом немногим более двух месяцев.
В августе 1967 Отто Гесс покончил с собой из-за финансовых проблем, возникших от неудачного ведения бизнеса.
Отто Гесс считался одним из ведущих идеологов германского неонацизма.